# Isole Salomone
Le Isole Salomone (in inglese Solomon Islands) sono uno Stato insulare dell'Oceano Pacifico meridionale, nell'Oceania vicina, parte dell'omonimo arcipelago e situate ad est della Papua Nuova Guinea. Consistono in circa mille isole, che complessivamente coprono una superficie di circa 29.000 chilometri quadrati. La capitale, che sorge sull'isola di Guadalcanal, è Honiara, con circa 80.000 abitanti.

## Origini del nome
Quando nel 1568 il navigatore spagnolo Álvaro de Mendaña scoprì l'arcipelago, pensò di aver trovato il biblico regno di Ofir (Libro delle Cronache), sede delle miniere di re Salomone.

## Storia
Le Isole Salomone, insieme a tutta la Melanesia insulare, furono colonizzate dall'uomo durante il II e I millennio a.C.. I primi abitatori dell'arcipelago furono dei gruppi di navigatori-mercanti provenienti dalle Isole Figi, che vi introdussero piante ed animali addomesticati. Nella regione i commercianti diffusero un tipo di ceramiche di tradizione "lapita" forse originario delle Isole Molucche; questa cultura tramontò solo nel 300 d.C.. I primi europei che arrivarono nell'arcipelago furono nel 1567 gli spagnoli, che nell'isola Santa Isabella stabilirono un presidio (Puerto de la Estrella y de Cabo Brulè) a difesa della rotta pacifica dei galeoni tra le Filippine e il Messico.
Le popolazioni locali vissero nell'ambito di società tribali simili in tutto il Pacifico fino all'arrivo dei conquistatori inglesi durante le ultime esplorazioni avvenute alla fine del XIX secolo.
Nel 1893 l'arcipelago divenne un protettorato britannico, status che mantenne fino al 7 luglio 1978 quando fu proclamata l'indipendenza e fu adottato il nuovo stendardo nazionale in accordo con la regina Elisabetta II. Dal 1997 le isole sono state teatro di violenti scontri etnici, tanto che nel giugno 2003 vi è stata dispiegata una forza multinazionale a guida australiana (Regional Assistance Mission to the Solomon Islands (RAMSI) con lo scopo di disarmare le milizie etniche e ristabilire l'ordine.
Nell'aprile 2006 l'elezione a primo ministro di Snyder Rini ha scatenato una sommossa nella capitale. Bersaglio dell'attacco è stata la comunità commerciale cinese accusata di avere comprato l'elezione. Il ministro è stato messo al sicuro dal pronto intervento di 220 soldati australiani e si è dimesso. Il parlamento lo ha sostituito con Manasseh Sogavare, del Partito Popolare Progressista, che ha subito dimostrato di non gradire la presenza di truppe straniere. Questo nonostante gli Australiani abbiano opportunamente sostenuto l'attività del ministero delle finanze, della banca centrale e delle forze di polizia.
Il 6 febbraio 2013, un violento terremoto di magnitudo 8, seguito da uno tsunami, ha colpito le isole Santa Cruz con epicentro nella provincia di Temotu.
Verso la fine di novembre del 2021 è scoppiata una protesta contro Sogavare perché, a partire dal 2019, aveva deciso di allacciare rapporti diplomatici con la Cina, tagliando invece quelli con Taiwan. 
I manifestanti hanno preso d'assalto il parlamento, chiedendo le dimissioni di Sogavare; sono però stati successivamente dispersi dalla polizia con l'utilizzo di lacrimogeni. 
In seguito, violando il coprifuoco imposto dal governo, molti cittadini si sono uniti ai manifestanti, dando inizio ad una massiccia protesta; è anche stato dato alle fiamme una parte del quartiere cinese della capitale e una stazione di polizia come protesta contro le scelte diplomatiche del premier. 
Per sedare la rivolta l'Australia ha mandato polizia ed esercito, tenendoci però a specificare che non intende intromettersi negli affari interni del paese. La forza d'intervento era rafforzata anche da 50 militari di Figi e 34 di Papua Nuova Guinea; in tutto erano presenti circa 200 soldati.
In seguito anche la Nuova Zelanda ha annunciato l'invio di 75 uomini per unirsi alla forza di pace capitanata dall'Australia. 15 uomini arrivano già il 2 dicembre, i restanti 50 il 4 dicembre.

## Territorio

### Posizione e confini
Le isole Salomone sono un gruppo di isole di origine vulcanica situate ad est della Papua Nuova Guinea, tra le latitudini di 5°S e 13°S e le longitudini di 155°E e 169°E.
Lo stato sovrano delle isole Salomone è composto da due arcipelaghi distinti, l'Arcipelago delle Isole Salomone propriamente dette a nord-ovest e il più piccolo Arcipelago delle isole Santa Cruz a sud-est.
L'isola di Bougainville (facente parte delle Salomone Settentrionali), insieme alle isole Choiseul, Santa Isabel, Isole Shortland e Ontong Java, fece parte dal 1885 al 1919 della Nuova Guinea Tedesca e delle Isole Salomone Britanniche dal 1919 al 1949. 
Geograficamente, l'Isola di Bougainville fa parte del gruppo delle Salomone ma politicamente costituisce ora la regione autonoma di Bougainville dello stato di Papua Nuova Guinea.

### Superficie
Il territorio è costituito da sei isole maggiori e da circa altre 992 piccole isole in Oceania, ad est della Papua Nuova Guinea ed a nord-ovest di Vanuatu, per un'estensione di circa 28.896 km²

### Morfologia
L'isola principale è Guadalcanal sulla quale si trovano le cime più alte, il monte Popomanaseu (2335 m) e il monte Makarakomburu (2310 m); le altre isole maggiori sono Santa Isabel, Makira, Malaita, Nuova Georgia e Choiseul. Il gruppo comprende altre 992 isole e atolli minori. Le isole si estendono da est a ovest per circa 1500 km. L'isola di Santa Cruz, che dà nome al piccolo arcipelago sud-orientale, è situata a nord di Vanuatu a circa 200 km dall'isola più vicina.
Il territorio delle isole è montuoso o collinare e ricoperto di una ricca vegetazione perlopiù forestale.
I vulcani attivi e dormienti sono molto numerosi. Particolarmente famoso è il vulcano sottomarino Kavachi, che nell'eruzione del maggio 2000 lanciava lava a 70 m sopra il mare e nell'autunno del 2002 ha dato vita a una precaria isola vulcanica, alta 10–15 m e scomparsa quasi subito.

## Clima
Le isole hanno un clima equatoriale estremamente umido tutto l'anno. La temperatura media è pari a 27 °C con variazioni minime nel corso dell'anno. Il periodo più fresco è tra i mesi di giugno e agosto mentre i venti provenienti da nord-ovest nel periodo compreso fra novembre e aprile provocano un aumento delle precipitazioni e occasionali cicloni. Le precipitazioni annue sono pari a 3050 mm.
Tali precipitazioni sono più intense nelle aree montuose.

## Flora e fauna

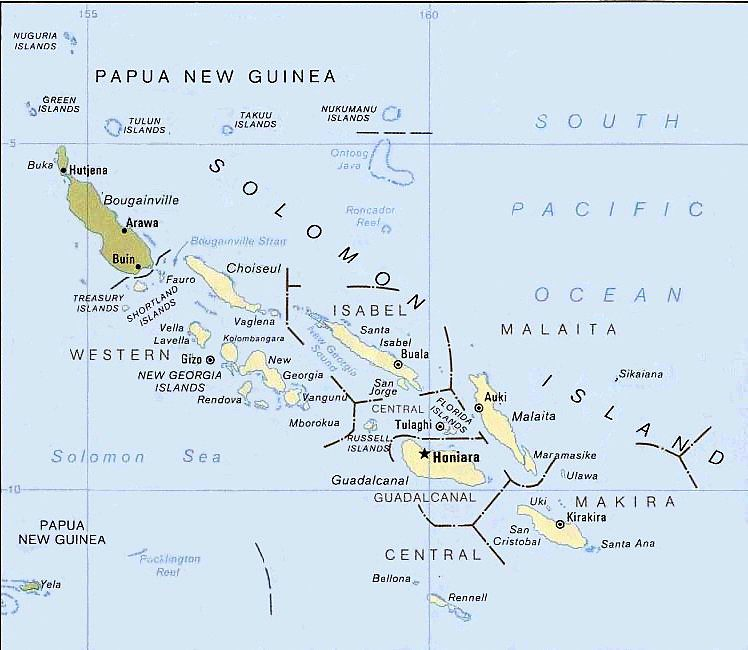
L'arcipelago delle Isole Salomone

### Vegetazione
Le isole sono ricoperte quasi interamente da una giungla lussureggiante (per circa il 90% del territorio), favorita dal carattere prevalentemente montuoso delle isole e dalla bassa densità di popolazione. Si notano talune piantagioni di palme lungo la costa e aree di dimensione limitata adibite a coltivazione.
Dal punto di visto ecologico, si distinguono due bioregioni: quella delle foreste pluviali delle isole Salomone (in senso geografico, compresa l'isola di Bougainville) e la foresta pluviale delle isole Santa Cruz. La prima, che presenta molte variazioni a seconda dei versanti e delle singole isole, è dominata da dodici specie di alberi dei generi Calophylum, Campnosperma, Dillenia, Elaeocarpus, Endospermum, Gmelina, Maranthes, Parinari, Pometia, Schizomeria, Terminalia. La seconda rientra nelle caratteristiche generali della foresta pluviale di Vanuatu, anche se condivide con la prima alcune specie; da segnalare la presenza nelle isole Santa Cruz della conifera australe Agathis.

### Fauna

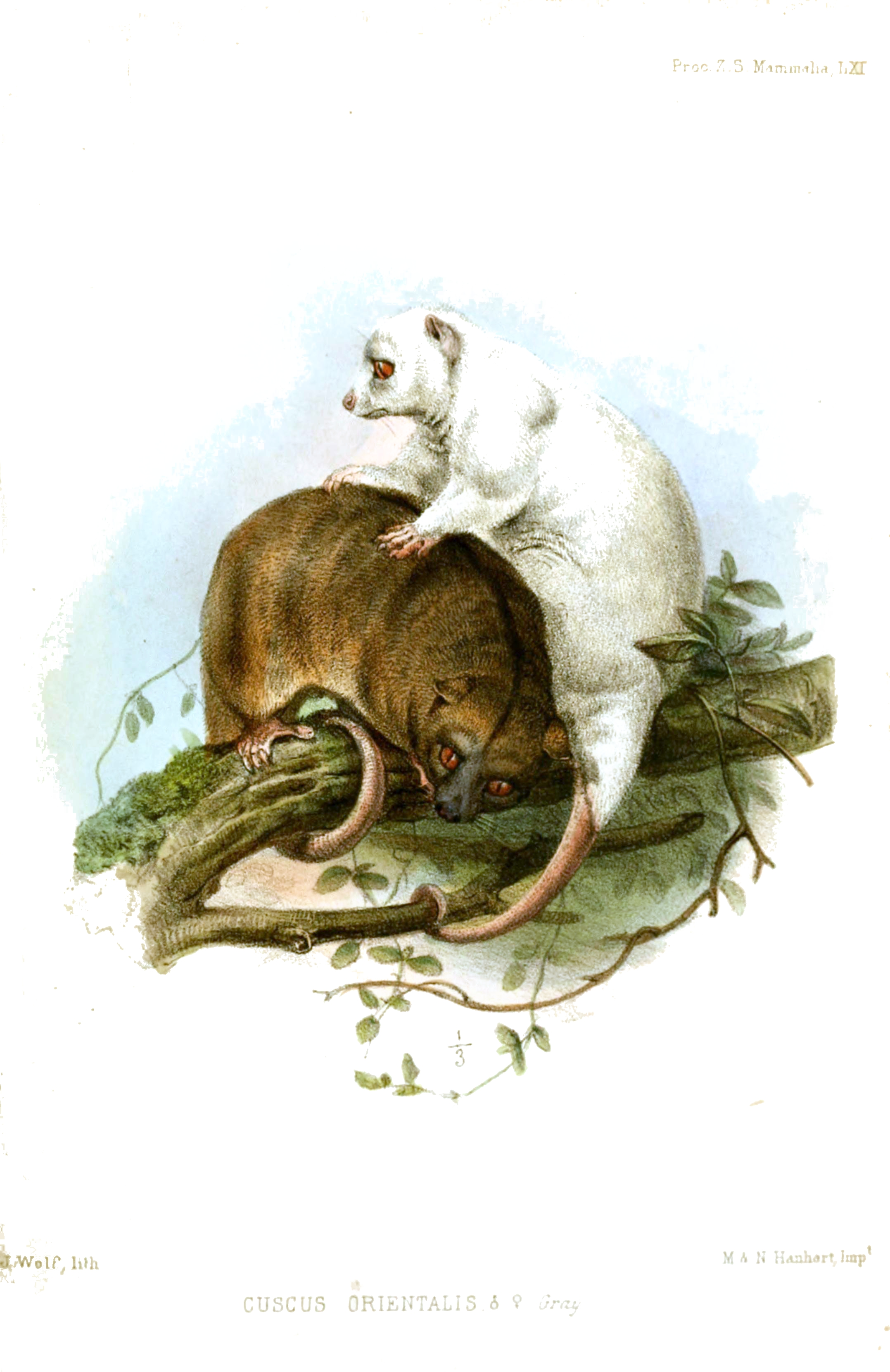
Phalanger orientalis

I mammiferi sono rappresentati nelle Isole Salomone da una cinquantina di specie, molte endemiche. Oltre a numerose specie di pipistrelli e alcune specie di roditori, si conta un'unica specie di mammiferi terrestri, il marsupiale Phalanger orientalis.
Tra i mammiferi acquatici, va segnalata la presenza del dugongo.

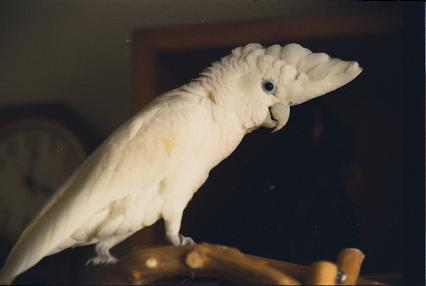
Cacatua ducorpsii

Gli uccelli sono più largamente rappresentati. Anche tra essi, peraltro, non mancano gli endemismi, numerosissimi, di cui menzioniamo solo pochi esempi:
- Gallirallus rovianae, uccello inetto al volo, congenere di altri galliralli delle isole del Pacifico e limitato a poche isole dell'arcipelago[18];
- Cacatua ducorpsii, cacatuidae endemico delle Salomone[19];
- Haliaeetus sanfordi, l'aquila pescatrice di Sanford, spesso raffigurata sui francobolli, endemica dell'arcipelago delle Salomone in senso geografico (comprese le isole di Bougainville e Buka)[20];
- Lorius chlorocercus, un pappagallo abbastanza comune nelle Salomone, ma endemico di queste[21];
- Rigidipenna inexpectata, unica specie di un genere endemico di podargidi;
- Corvus woodfordi, il corvo di Guadalcanal (presente anche nelle isole di Choiseul e Santa Isabel)[22].

## Popolazione

### Composizione etnica
Il gruppo etnico largamente prevalente è quello dei melanesiani, primi abitanti delle isole.
Tuttora rappresentano il 93% della popolazione dell'arcipelago, seguiti da polinesiani (4%) e micronesiani (1,5%).
Il restante 1,5% è costituito in prevalenza da asiatici (vivace la comunità cinese a Honiara) e qualche decina di europei discendenti dai colonizzatori, che scelsero di rimanere sulle isole anche al termine del periodo coloniale delle rispettive nazioni.
Le etnie dei polinesiani e dei micronesiani risiedono principalmente nelle isole esterne.

### Istruzione e sanità
L'istruzione primaria è impartita in prevalenza nelle scuole pubbliche. La scuola secondaria fornisce un'istruzione pratica orientata allo sfruttamento delle risorse locali con particolare riguardo all'agricoltura.
Il tasso di analfabetismo è del 23,4%.
La sanità risente della mancanza di strutture e personale specializzato.

### Lingue e dialetti
Nell'arcipelago si parlano ben 74 lingue diverse, quattro delle quali (il dororo, il guliguli, il kazukuru e il vano) risultano però estinte.. Una sola di queste lingue ha più di 32 000 locutori, il kwara'ae che trova la sua origine a Malaita.
Nelle isole centrali si parlano lingue oceaniche, come anche le lingue Reefs-Santa Cruz, mentre nelle isole più lontane (Rennell e Bellona a sud, Tikopia, Anuta e Fatutaka ad est, Sikaiana a nord-est, Luaniua a nord) sono diffuse lingue polinesiane. Gli immigrati provenienti dalle Isole Gilbert, ora Kiribati, e Tuvalu parlano invece le rispettive lingue oceaniche. 
Pur essendo l'unica lingua ufficiale, l'inglese è parlato solo dall'1-2% della popolazione, l'idioma più diffuso, infatti, è il pijin salomoniano, vera e propria lingua franca del paese.

### Religione
Il 96% della popolazione professa il cristianesimo (cattolici romani 19%, anglicani 44%, Chiesa Unita della Papua Nuova Guinea e di Salomone 12%, battisti 10%, avventisti 7%, altri 4%). Il restante 4% dei salomoniani pratica culti tradizionali.
- Cristiani: 96%
  - Cattolici romani: 19%
  - Anglicani: 44%
  - Chiesa Unita della Papua Nuova Guinea e di Salomone: 12%
  - Battisti: 10%
  - Avventisti: 7%
  - Altri cristiani: 4%
- Culti tradizionali: 4%

## Istruzione

### Università
In ambito universitario ricordiamo l'Università Nazionale delle Isole Salomone fondata nel 1984.

## Economia
Le Isole Salomone sono uno degli stati più poveri dell'Oceania e in genere del mondo.
L'economia si basa essenzialmente sul settore primario: prevale l'agricoltura di sussistenza di prodotti come taro, riso, manioca, ortaggi e frutta tropicale. Sono anche presenti piantagioni di cacao e di cocco da cui si ottiene la copra, prodotto in maggioranza esportato.
Importante è anche la pesca, i mari delle Salomone presentano una varia fauna ittica, compresi squali e crostacei.
Il sottosuolo contiene riserve di rame, baussite, oro, piombo e nichel che non sono tuttavia sfruttate.
Inoltre sono importanti anche i prodotti forestali, in particolare il legname: l'eccessiva deforestazione creò problemi a Guadalcanal ma il governo si è impegnato in un processo di recupero che ha dato i suoi frutti e contribuito a riforestare l'isola.
Il settore secondario è quasi del tutto assente, mentre il terziario si limita ad attività turistiche, legate alla cultura e alla natura incontaminata delle isole (18.000 ingressi turistici nel 2008) e un limitato sistema di trasporti e servizi.
Rimangono fondamentali gli aiuti dall'estero (soprattutto dall'Australia), che rappresentano quasi il 47% del PIL delle isole.
Al 2023 la società di telecomunicazioni cinese Huawei era impegnata nella costruzione di una rete di telefonia mobile nelle Isole Salomone.

## Cultura

### Arte

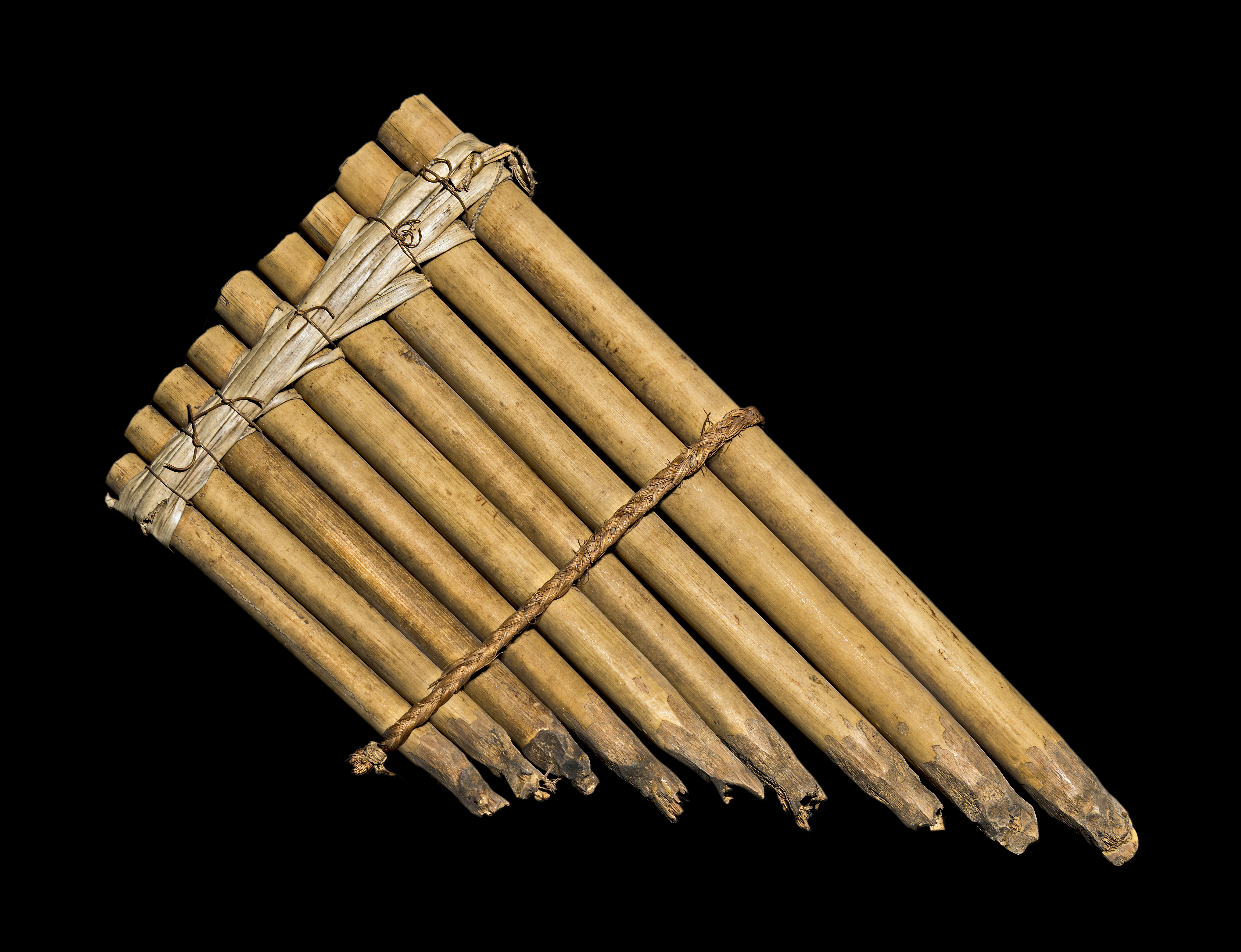
Flauto di Pan, XIX secolo

L'arte di questa zona si può suddividere tra varie aree, a seconda della etnia presa in esame. Se la produzione delle maschere e delle statue non è proprio imponente, importante è quella degli scudi dipinti, utilizzati sia per le cerimonie sia per le parate. Molto diffusi e belli gli oggetti di uso comune, come ad esempio i barava, ossia dischi-moneta.
Nell'area settentrionale si producono statue femminili nere con attributi ben in vista, grandi occhi rotondi e un copricapo a canestro colorato. Nelle zone meridionali prevale la produzione di intarsi impreziositi da conchiglie e madreperla.
Dovunque appare importante la realizzazione di piroghe e di vasi sacrificali che raggiungono anche i due metri, caratterizzati dalla raffigurazione di animali. La tendenza comune a tutte le isole Salomone è quella di sovrapporre il profilo dell'uomo a quello del cane, essere che secondo la leggenda locale insegnò le scienze alla popolazione.

### Patrimoni dell'umanità
East Rennell è stato il primo sito delle Isole Salomone a essere iscritto, nel 1998, nella Lista dei patrimoni dell'umanità dell'UNESCO.

### Produzione letteraria
In ambito letterario possiamo ricordare Jully Makini.

### Musica
In ambito musicale ricordiamo Sharzy.

## Ricorrenza nazionale
- 7 luglio: Independence Day: si celebra l'indipendenza dal Regno Unito, nel 1978

## Sport
Nelle Isole Salomone lo sport più diffuso è il calcio, ma sono presenti anche la pallacanestro e la pallavolo. La nazione ha anche ospitato la Coppa d'Oceania, venendo eliminata in semifinale da Tahiti.
Il risultato sportivo più prestigioso raggiunto da una selezione salomonese riguarda il calcio a 5, con la vittoria della Coppa delle nazioni oceaniane del 2008 e la conseguente qualificazione ai mondiali del 2008. La Nazionale di calcio delle Isole Salomone, inoltre, ha raggiunto il secondo posto, nel 2004, in Coppa d'Oceania.

## Politica
Le Isole Salomone sono una monarchia costituzionale con un sistema parlamentare. La costituzione entrata in vigore il 7 luglio del 1978, stabilisce che il capo dello stato è il sovrano britannico.
Ad oggi Carlo III è il Re delle Isole Salomone e in sua assenza è rappresentato da un governatore generale nominato dal Parlamento che rimane in carica 5 anni.
Il Parlamento è unicamerale e composto da 50 membri eletti per quattro anni tramite suffragio diretto da tutti i cittadini maggiori di 18 anni. Il Primo ministro è eletto dal Parlamento.

### Stemma
Lo stemma delle Isole Salomone è uno scudo contornato da un coccodrillo e da uno squalo. Nella parte superiore dello stemma è presente un elmetto con decorazioni, sormontato da un sole stilizzato.
Nella parte inferiore è mostrato il motto ufficiale che recita: "Comandare è servire".

### Politica interna
Dal 7 luglio 2024 il governatore generale delle isole Salomone è sir David Tiva Kapu.
La politica interna delle isole Salomone è caratterizzata da coalizioni piuttosto instabili, i voti di sfiducia sono frequenti così come i rimpasti fra i ministri. Dal 24 aprile 2019 il primo ministro è Manasseh Sogavare.

### Politica estera
Le Isole Salomone fanno parte delle Nazioni Unite, del Commonwealth, del Secretariat of the Pacific Community (SPC) del Pacific Islands Forum, del Melanesian Spearhead Group (MSG), del Fondo Monetario Internazionale e dei paesi APC
A partire dal 30 agosto 2022 le Isole Salomone non consentiranno più l'attracco di unità della Marina degli Stati Uniti. Lo ha reso noto l'ambasciata degli USA a Canberra, Australia. L'arcipelago del Pacifico ha avuto rapporti tesi con gli USA da quando ha siglato un patto per la sicurezza con la Cina, lo scorso aprile. "Il 29 agosto 2022, gli Stati Uniti hanno ricevuto una notifica formale dal governo delle Isole Salomone su una moratoria a tutte le presenze navali, mentre si attendono aggiornamenti alle procedure previste dai protocolli".
Nel luglio 2023 Sogavare e il premier cinese Li Qiang firmarono nove accordi di cooperazione bilaterale il cui contenuto è rimasto riservato, nonostante le rimostranze degli Stati Uniti. Uno degli accordi riguardava la cooperazione nell'ambito della polizia.

## Ordinamento dello Stato

### Suddivisioni amministrative
Da un punto di vista amministrativo le Isole Salomone sono divise in 9 province, amministrate da un'assemblea provinciale eletta a suffragio diretto; ad esse è equiordinata la città di Honiara, amministrata dal rispettivo consiglio cittadino. Le province sono:
- Centrale
- Choiseul
- Guadalcanal
- Isabel
- Makira-Ulawa
- Malaita
- Occidentale
- Rennell e Bellona
- Temotu

## Città principali
Honiara che è la capitale e la città più importante, è situata sull'isola di Guadalcanal. All'ultimo censimento, nel 1999, contava 49.107 abitanti; nel 2010, secondo stime recenti, aveva raggiunto 63.343 ab.